# Ariadne von Schirach

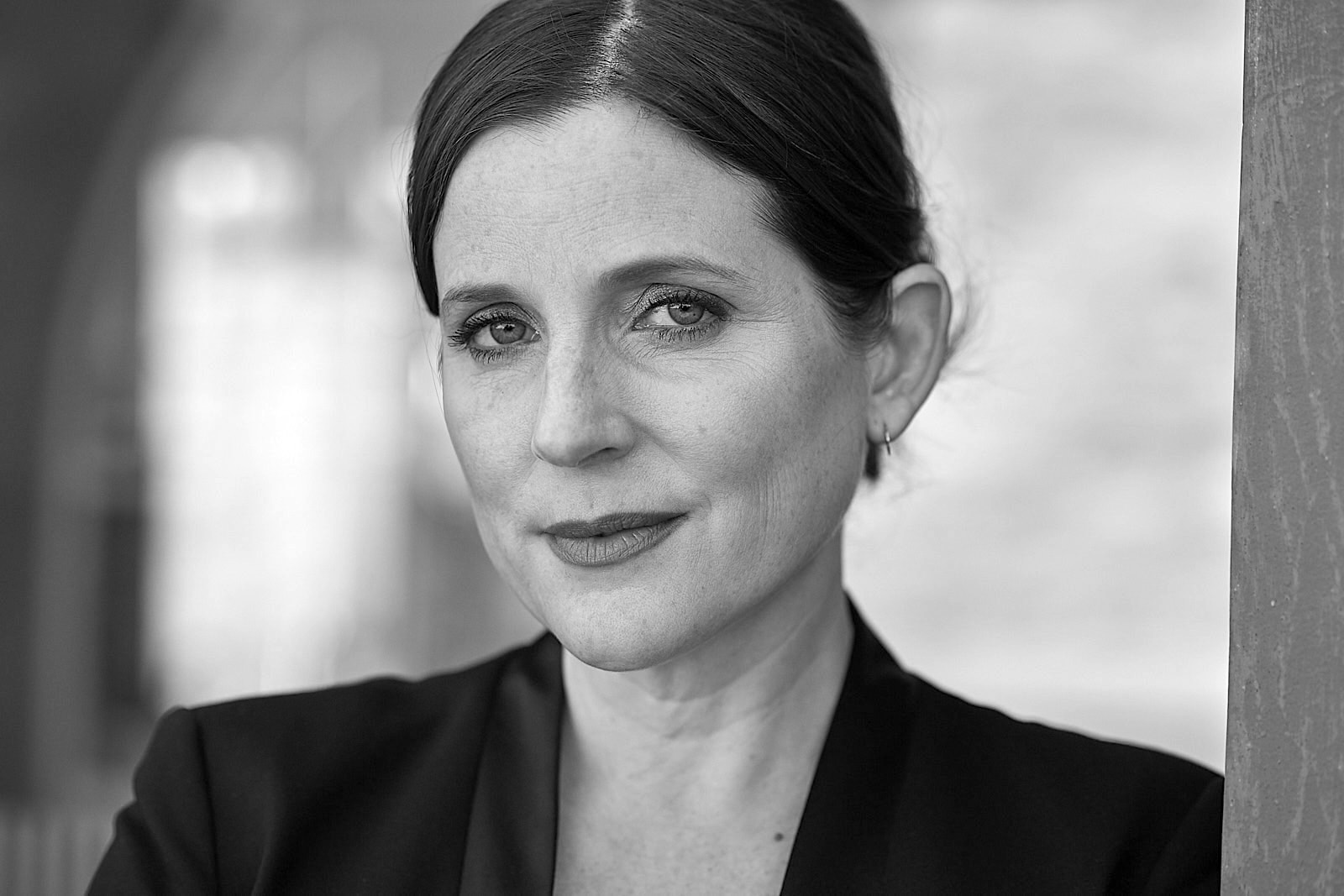
Ariadne von Schirach

Ariadne von Schirach  (* 24. Juli 1978 in München) ist eine deutsche Autorin und Philosophin.

## Leben
Ariadne von Schirach studierte Philosophie, Psychologie und Soziologie zunächst an der Ludwig-Maximilians-Universität München, ab 2000 an der Freien Universität Berlin und an der Humboldt-Universität zu Berlin. Ihre Magisterarbeit mit dem Titel Identität als nomadisches Schweifen zwischen Existenzmöglichkeiten schrieb sie bei Gunter Gebauer über die koreanische Performancekünstlerin Nikki S. Lee.
Sie war Dozentin im Studium Generale der Universität der Künste Berlin, an der Hochschule für Bildende Künste Hamburg und an der Donau-Universität Krems.
Schirach arbeitet als freie Autorin und Kritikerin und hält Vorträge im In- und Ausland. Sie war als Kritikerin bei Deutschlandradio Kultur und dem Philosophie Magazin tätig. 2005 veröffentlichte sie den Essay Der Tanz um die Lust im Spiegel; unter gleichem Titel erschien 2007 bei Goldmann das Buch, das sich mit den Folgen einer zunehmend pornographisierten Gesellschaft auseinandersetzt. Im Februar 2014 erschien Ariadne von Schirachs zweites Buch Du sollst nicht funktionieren. Für eine neue Lebenskunst im Klett-Cotta-Imprint Tropen Verlag. 2019 erschien mit Die psychotische Gesellschaft. Wie wir Angst und Ohnmacht überwinden, veröffentlicht im Tropen Verlag, der dritte und letzte Band ihrer „Trilogie des modernen Lebens“.
Daneben veröffentlichte sie 2016 Ich und du und Müllers Kuh. Kleine Charakterkunde für alle, die sich und andere besser verstehen wollen beim Klett-Cotta Verlag. Ende 2019 publizierte sie den Essay Lob der Schöpfung. In Verteidigung des irdischen Glücks im Verlag West-Östliche Weisheit Willigis Jäger. 2021 erschien Glücksversuche. Von der Kunst, mit seiner Seele zu sprechen im Tropen Verlag. 2022 legte sie eine überarbeitete Fassung ihres Erstwerks Der Tanz um die Lust vor. 2024 schrieb sie das Vorwort zur Neuauflage von Viktor Frankls Trotzdem Ja zum Leben sagen, worin der Begründer der Logotherapie von seiner Zeit im Konzentrationslager berichtet.
Schirach ist die Tochter des Schriftstellers Richard von Schirach und Enkelin des NS-Reichsjugendführers Baldur von Schirach und der Schriftstellerin Henriette von Schirach. Sie ist die Schwester des Schriftstellers Benedict Wells und die Cousine des Strafverteidigers und Schriftstellers Ferdinand von Schirach.
Schirach ist mit dem ehemaligen Verleger Michael Zöllner verheiratet. Sie haben eine gemeinsame Tochter.

## Werke
- Der Tanz um die Lust. Goldmann, München 2007, ISBN 978-3-442-31115-6.
- Du sollst nicht funktionieren. Für eine neue Lebenskunst. Tropen-Verlag, Stuttgart 2014, ISBN 978-3-608-50313-5.
- Ich und du und Müllers Kuh. Kleine Charakterkunde für alle, die sich selbst und andere besser verstehen wollen. Klett-Cotta, Stuttgart 2016, ISBN 978-3-608-96124-9.
- Die psychotische Gesellschaft. Wie wir Angst und Ohnmacht überwinden. Tropen-Verlag, Stuttgart 2019, ISBN 978-3-608-50233-6.
- Lob der Schöpfung. In Verteidigung des irdischen Glücks. Verlag West-Östliche Weisheit Willigis Jäger, Würzburg 2019, ISBN 978-3-9819150-1-3.
- Glücksversuche. Von der Kunst, mit seiner Seele zu sprechen. Tropen-Verlag, Stuttgart 2021, ISBN 978-3-608-50481-1.
- Der Tanz um die Lust. Tropen-Verlag, Stuttgart 2022, ISBN 978-3-608-50483-5.

## Medienberichte
- Buchtrailer von nXm Die psychotische Gesellschaft. In: YouTube, 5. März 2019
- Stefanie Maeck Die eigene Lächerlichkeit umarmen. In: Spiegel Online, 24. Oktober 2016
- Julia Schaaf: Sex als Gebet. In: Frankfurter Allgemeine Sonntagszeitung, 27. Februar 2007
- Björn Trautwein: Ariadne im Wunderland. In: Der Tagesspiegel, 3. März 2007
- Der Tanz um die Lust: Die Pornografisierung der Gesellschaft in Ö1 highlights[6]
- Ariadne von Schirach bei Willkommen Österreich[7]